# أحمس إنحابي
أحمس إنحابي أو أحمس إنحعبي (أسماها ماسبيرو إنحابو)، هي أميرة وملكة مصرية قديمة غير حاكمة أو زوجة ملك من أواخر الأسرة السابعة عشرة وأوائل الأسرة الثامنة عشرة.

## حياتها

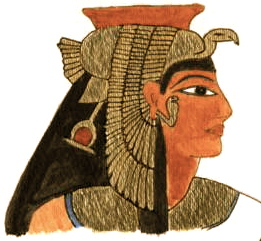
ملكة المملكة الحديثة بغطاء رأس النسر وموديوس

ربما كانت ابنة الملك سنخت إن رع تاعا الأول وشقيقة الملك سقنن رع تاعا الثاني والملكتين أعح حتب وسات جحوتي، ولربما تزوجت من شقيقها سقنن رع، ولكن من الممكن كذلك أنها عاشت في لاحق كعهد الملك أحمس الأول (أو حتى أمنحتب الأول) 
وقد كان لديها ابنة اسمها أحمس حنوت تمحو، وذكرت الملكة أحمس إنحابي في نسخة من كتاب الخروج للنهار الخاص بابنتها، وجاء ذكرها كذلك في مقبرة أمنمحات (TT53).

## ألقابها
- زوجة الملك.
- ابنة الملك.[2]

## مقبرتها
مقبرة الملكة إنحابي في طيبة ؛ وقد تم إعادة دفن موميائها في وقت لاحق في المقبرة DB320 (المعروفة بخبيئة الدير البحري)، حيث تم اكتشافها في عام 1881 وهي الآن ترقد محفوظة في المتحف المصري بالقاهرة.
وقد تم العثور على المومياء في التابوت الخارجي للسيدة رعي، مربية ابنة أخت / أخ الملكة انحابي الملكة أحمس نفرتاري، وتم نزع لفائف المومياء بواسطة عالم المصريات غاستون ماسبيرو في 26 يونيو 1886، ثم فحصت في وقت لاحق من قبل الطبيب وعالم المصريات جرافتون إليوت سميث الذي وصف إنحابي بأنها امرأة كبيرة الجسم، قوية البنية امرأة مع تشابه قوي في سمات الجسد مع شقيقها، سميث أعزى دفنها إلى السنوات الأخيرة من عهد الملك أحمس الأول، وكانت المومياء مطوقة بالأزهار حول عنقها، وقد تم وضع الذراعين على جانبي الجسد، وكان جلد المومياء يكتسي باللون البني الداكن. وكانت الطبقة الخارجية من الجلد لا تزال موجودة ولم يتم العثور على دليل على وجود الملح في الجسد، وهذا قد يعني أن الجسم لم ينغمس في ملح النطرون كما كان يقول هيرودوت وديودورس وغيرهما من المؤرخين المتأخرين حول التحنيط في مصر، وتم إجراء شق في الجانب الأيسر من الجسد للسماح بإزالة الأعضاء والتجويف الداخلي للجسم قد يكون عولج بملح النطرون، وقد تم رش الجسم بمسحوق الأخشاب العطرية وأدرج في لفائف من الكتان مغموسة في الراتنج.